# Lampa
För andra betydelser, se Lampa (olika betydelser).
Lampa inom området belysning (av grekiska λαμπάς lampás = fackla, λάμπειν = lysa, glänsa, stråla) kan avse belysningsarmatur som är en komplett teknisk anordning för att skapa, skydda och kontrollera en energiomvandling till ljus (exempelvis fotogenlampa, taklampa, skrivbordslampa etc) men kan också avse enbart ljuskällan (exempelvis båglampa, glödlampa etc) som är en av flera komponenter i en belysningsarmatur.

## Olika typer av lampor

### Inomhus
- Bordslampa
- Fönsterlampa
- Golvlampa

Lampett Hallwylska museet

Detalj av ljuskrona i Kungssalen på Skoklosters slott

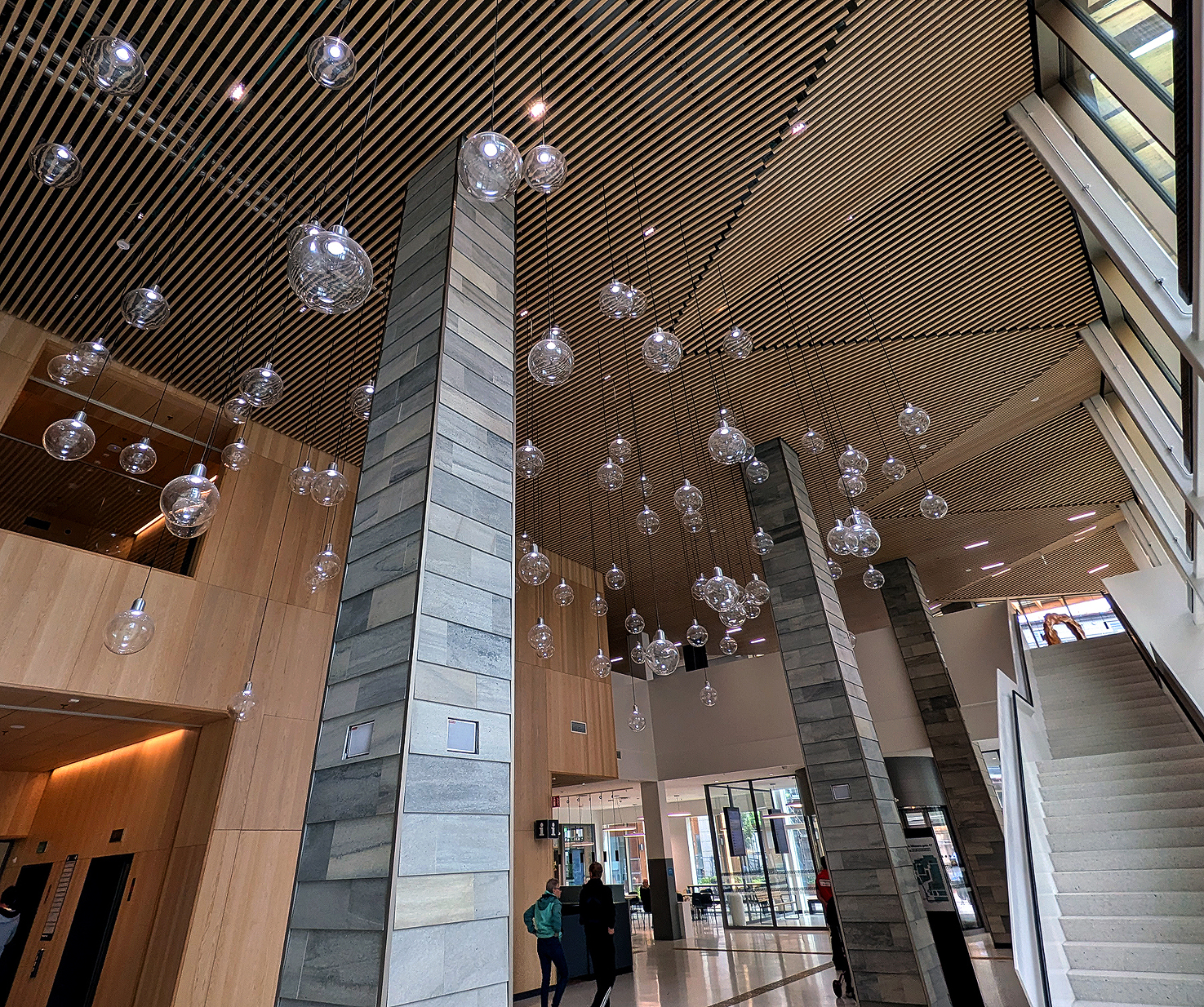
Lampor i taket i entrén i byggnad 47 på Malmö Allmänna Sjukhus.

- Skrivbordslampa, arbetslampa, arbetsplatslampa
- Taklampa som plafond, kristallkrona, pendel
- Vägglampa
- Övriga lampor som tavelbelysning, bänkbelysning
- Tekniska belysningsarmaturer för exempelvis offentliga rum, skolor och affärslokaler

### Utomhus
- Gatubelysning
- Lanterna
- Lykta

### Lampor efter bränsle
- Fotogenlampa
- Gaslykta
- Karbidlampa
- Oljelampa
- Spritlampa

## Övriga typer av lampor
- Blåslampa - jämför även skärbrännare
- Cykelbelysning, framlykta, baklykta
- Ficklampa
- Hornlykta
- Kontrollampa - används för att indikera fel, funktion eller dylikt hos någon anordning
- Lavalampa
- Nattlampa
- Neonskylt
- Pannlampa
- Reverberlykta
- Spotlight, se Strålkastare
- Strålkastare
- Sökarljus
- Varningsljus
- Billampa

Se även de närbesläktade
- Fackla
- Ljusstake

## Ljuskällor

### Blandljuslampa
Blandljuslampa är försedd med både glödtråd och kvicksilverbrännare. Den har cirka 6 gånger längre livslängd och ungefär halva strömförbrukningen för motsvarande ljusflöde jämfört med en vanlig glödlampa. 20 - 25 lumen per watt är typiskt.

### Blixtlampa
Fotoblixt eller blixtlampa är avsedd för fotografering. Den ger extra ljus vid mörka förhållanden, fryser snabba rörelser och lättar upp kontrastrika bilder.

### Glödlampa
- Metalltrådslampa

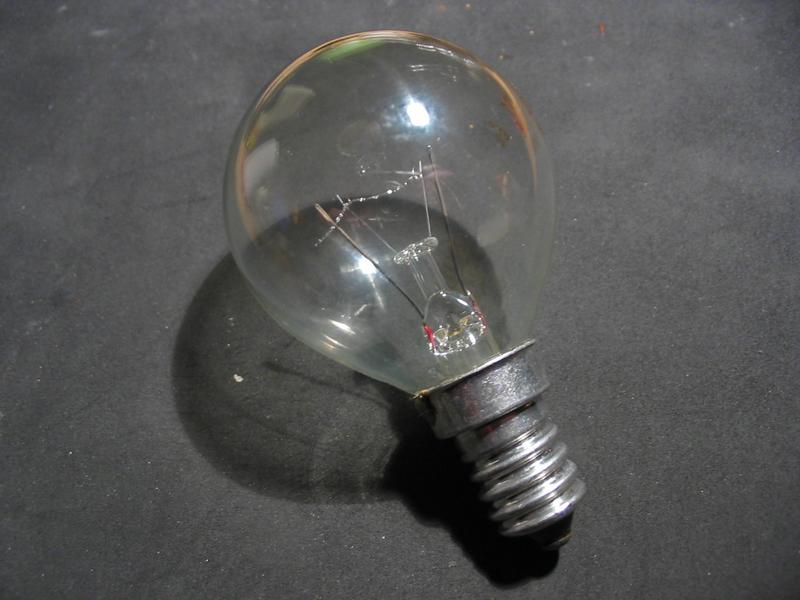
Volframlampa

Metalltrådslampa är den traditionellt vanligaste typen av lampa. En glödande tråd vanligen gjord av volfram avger ljus genom elektrisk upphettning.
- Koltrådslampa

Ljuset alstras genom en glödande tråd, som är gjord av kol. Denna typ av glödlampa var den första, men har numera nästan helt ersatts av volframlampan, som ger ett starkare ljus.
- Koltrådslampor används numera nästan enbart för dekorativa ändamål, där det inte är ljusstyrkan som är det viktiga, utan den "varma" rödgula färgen på ljuset.
- Ibland drar man nytta av den låga verkningsgraden som medför betydande värmeutveckling, exempelvis i så kallade kycklingmödrar.
- På grund av den relativt låga reaktansen i koltråden kan lampan användas som en billig och självindikerande konstlast (konstantenn) till radiosändare.

### Lysrör
Lysrör är en typ av ljuskälla som blivit vanlig på grund av sitt starka ljus och låga elförbrukning. Lysrör är vanligen långa gasfyllda rör med fluorescerande pulver. Även xenonlampan är ett slags lysrör. 

### Lysrörslampa

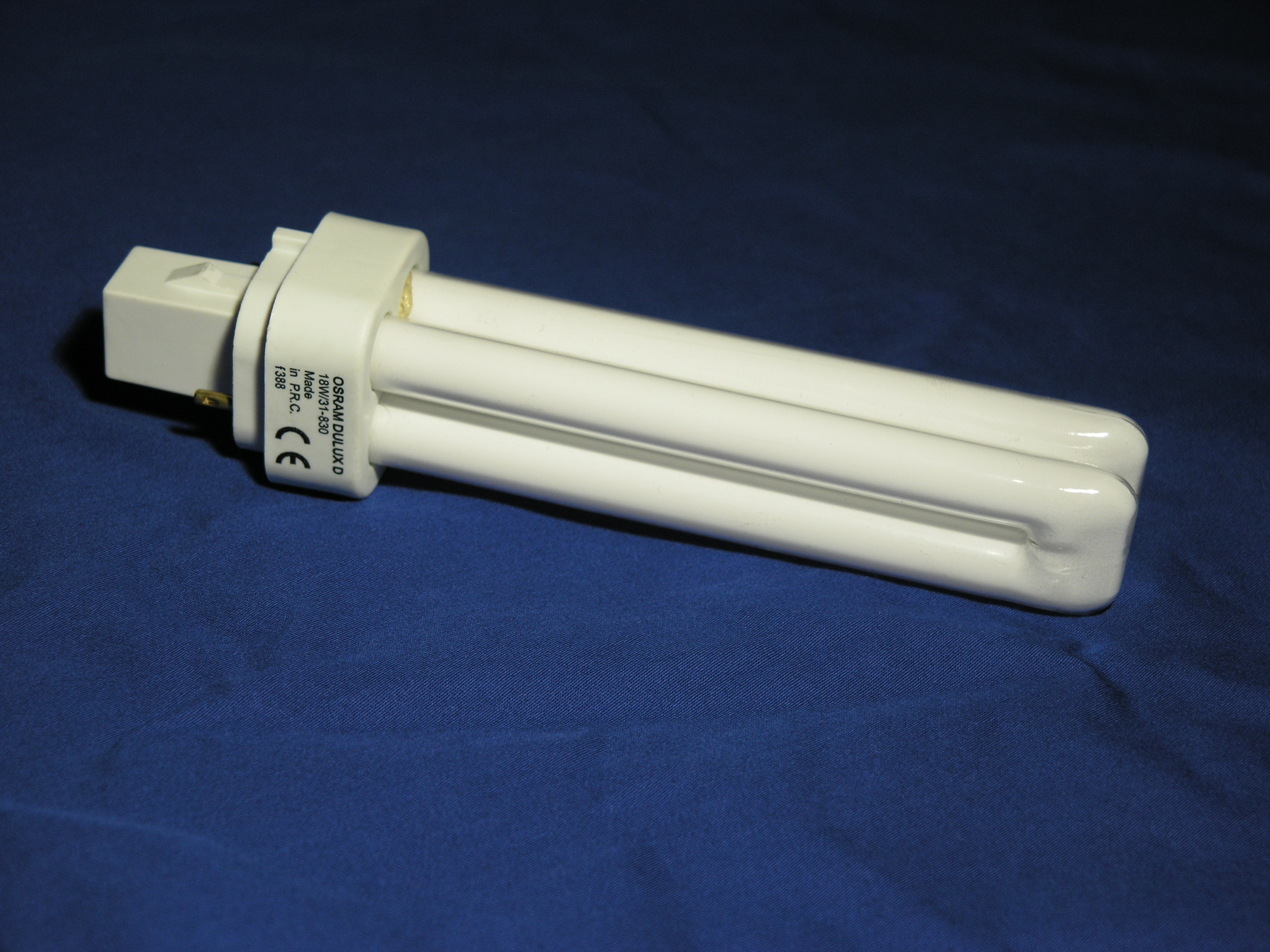
Kompaktlysrör

Lågenergilampa är ett kampanjnamn som brukar användas som benämning för lysrör i kompakt form med skruvsockel. Men det är i stort ett litet lysrör, och kallas därför numera även lysrörslampa. Formen har dock anpassats för att få plats i vanliga skruvsockel armatur. 

### Båglampa
En av de äldsta typerna av elektrisk belysning som avger ljus genom att låta elektricitet hoppa över ett gnistgap.

### Halogenlampa

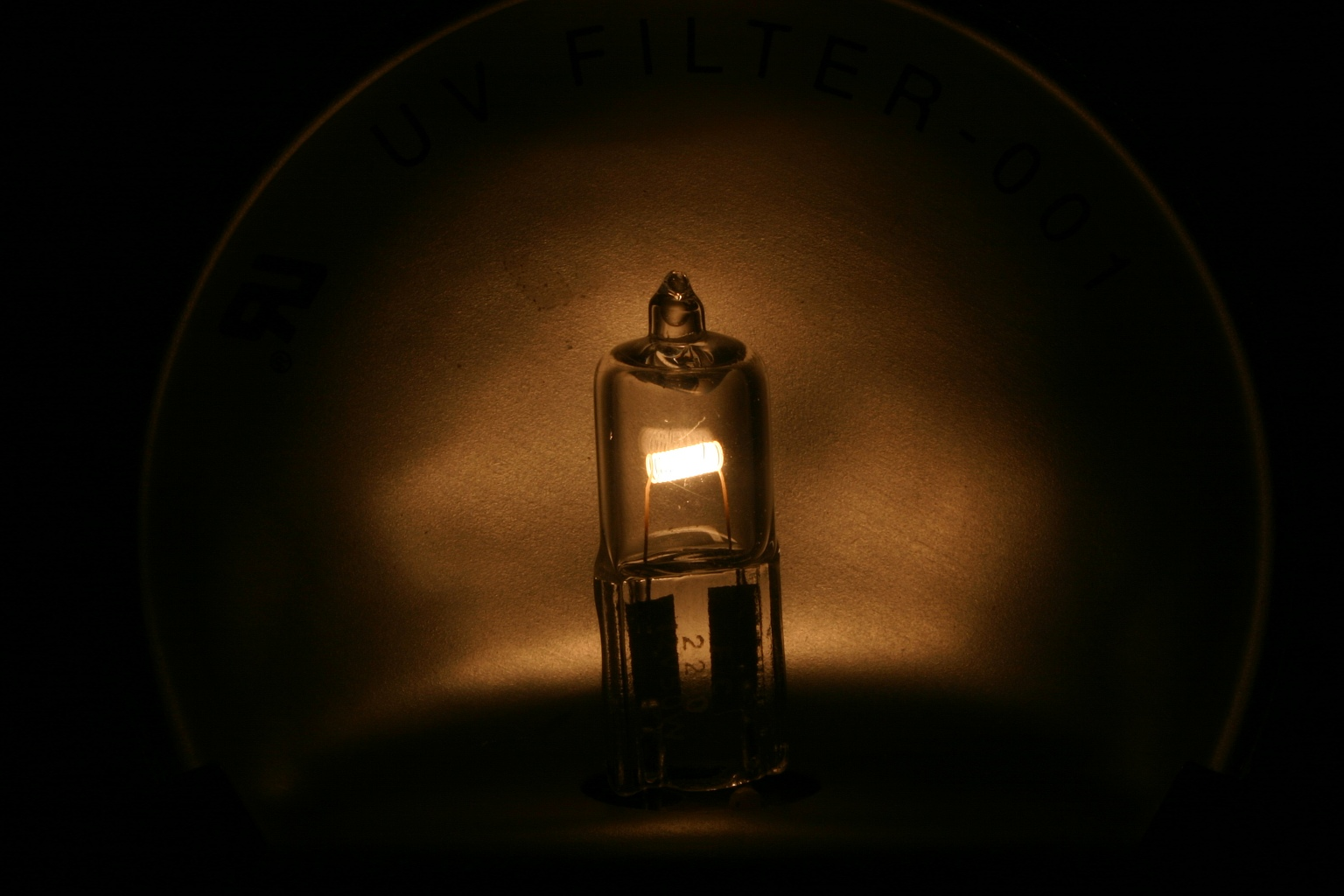
Halogenlampa

Halogenlampor innehåller en glödtråd, men gasblandningen som glödtråden omges av innehåller en halogen, vilket möjliggör starkare ljus. Halogenlampor används till exempel i strålkastare och små punktbelysningsarmaturer. Glödtrådens material försvinner likt glödlampor ut i den omgivande gasen men den varma halogenen återför ämnet så att glödtråden håller längre än glödlampan.

### Kvartslampa
Blandljuslampa är försedd med både glödtråd och kvicksilverbrännare. Den har cirka 6 gånger längre livslängd och ungefär halva strömförbrukningen för motsvarande ljusflöde jämfört med en vanlig glödlampa. 20 - 25 lumen per watt är typiskt. Glaskolven är gjord av kvartsglas, därav namnet, som släpper igenom ultravioletta ljusstrålar bättre än vanligt glas. Lamptypen användes förr som solarielampa men numera endast i tekniska tillämpningar.

### Kvicksilverlampa

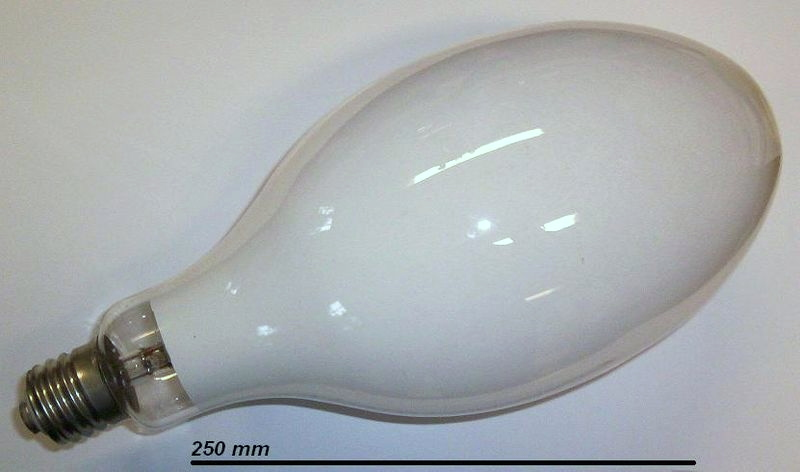
Kvicksilverlampa

Kvicksilverlampan innehåller kvicksilver som vid tändning förångas. Den används ofta som gatubelysning samt annan utomhusbelysning.  Den ger ifrån sig ett vitt ljus med blåaktig ton och behöver en speciell drivning för att tändas.

### Lysdiod

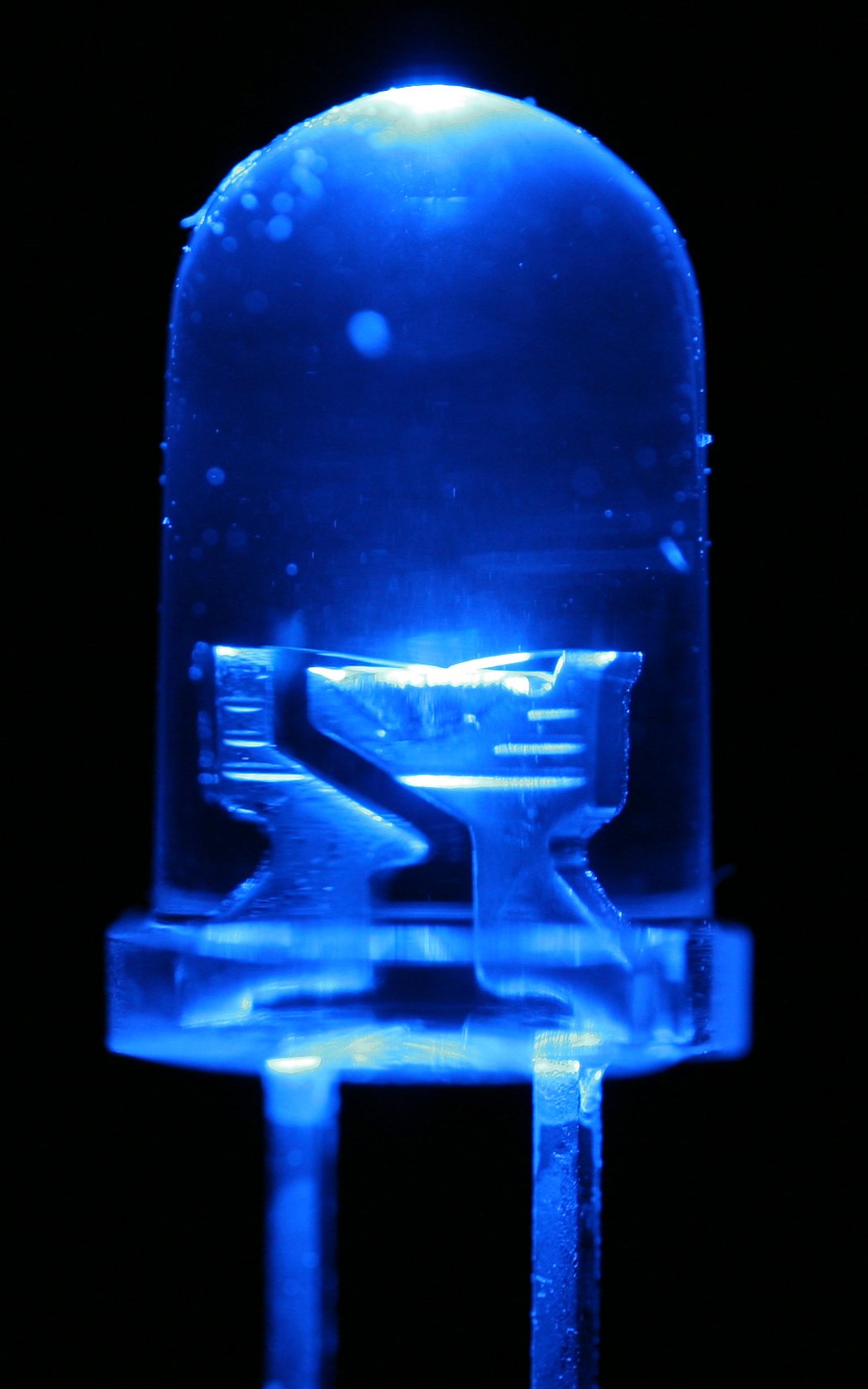
En lysdiod som levererar blått ljus

Idag finns det många olika lysdioder som används med fördel som ersättning till både halogen- och glödlampa. Fördelen med lysdioder är enegibesparingen genom den höga verkningsgraden. 2005 levererade en lysdiod cirka 100 lm/W vilket innebär cirka 4 W för att ersätta en 40 W glödlampa. De har då en livslängd på 25 000 — 250 000 timmar.
De först framtagna lysdioderna kunde bara leverera rött ljus, men efterhand blev grönt, gult, blått ljus möjligt. Länge gäckades försöken att få fram lysdioder som avger vitt ljus, men till slut har man lyckats klara även den saken.
En praktisk tillämpning av stor ekonomisk betydelse är trafiksignaler, där det höga ljusutbytet och långt liv väl kompenserar kostnaden för det spänningsomsättningsdon, som måste till för att omvandla nätspänningens 230 V till lämplig spänning på några volt per lysdiod.
Dioderna kan ha ett färgat skal för att ge en speciell färg.[källa behövs]

### Natriumlampa

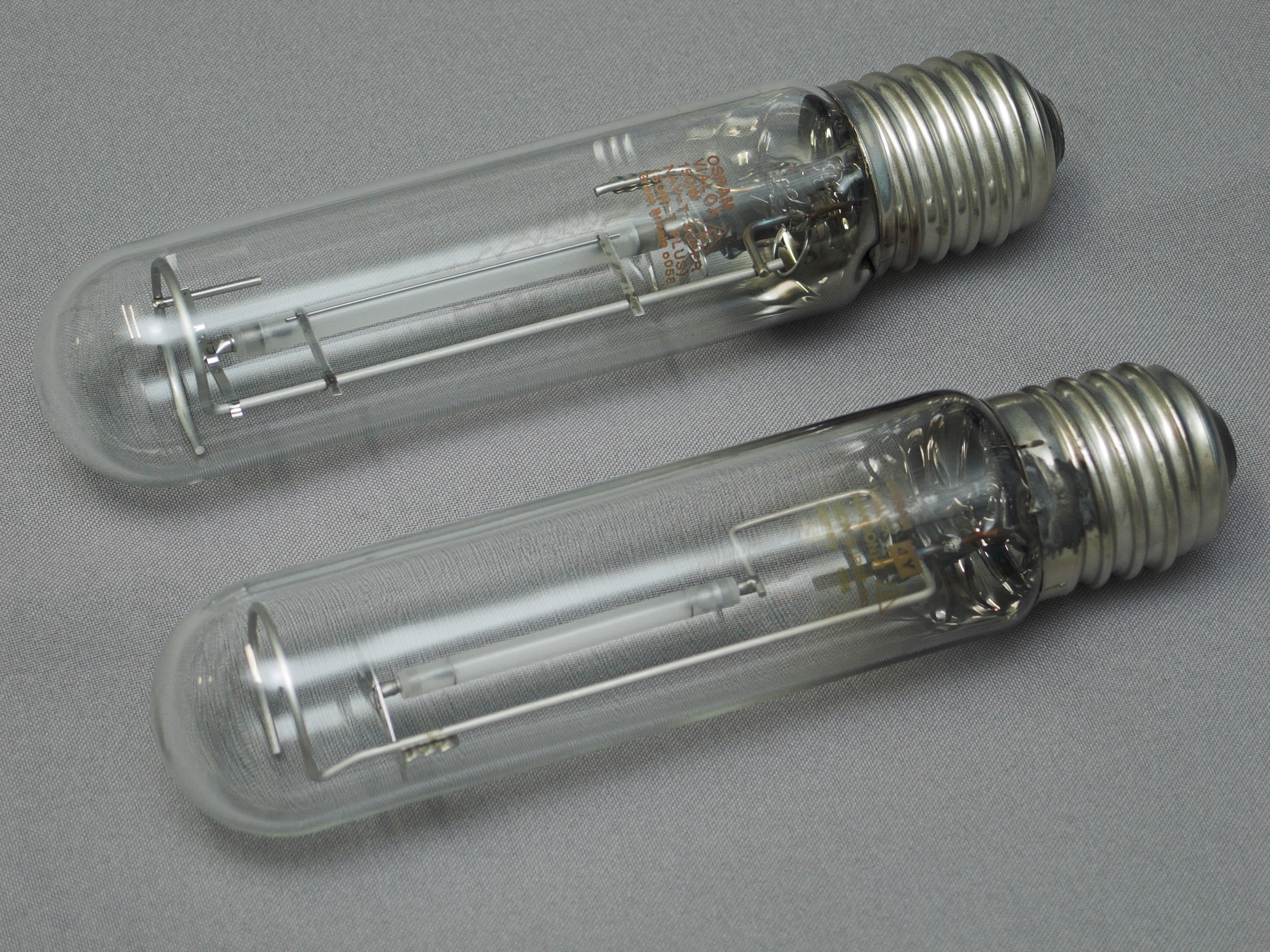
Högtrycksnatriumlampor

Denna ljuskälla är den mest effektiva på att omvandla energi till ljus av alla omvandlingstekniker. Däremot är dess färgåtergivningsförmåga väldigt begränsad. Dessa delas upp i lågtrycksnatrium och högtrycksnatrium. Detta beror på det inre tryck som finns inuti i glaskolven.

### Neonlampa
Lysrör innehållande neongas och/eller andra ädelgaser. Vanligt i reklamskyltar.

### Xenonlampa
Vanlig i moderna bilstrålkastare.

## Andra typer av ljuskällor
- lågtrycksnatrium
- högtrycksnatrium
- metallhalogen